# Quilperico da Aquitânia
Quilperico (às vezes Quilderico nas crônicas da época) foi o filho infante de Cariberto II e brevemente rei da Aquitânia em 632. Foi morto imediatamente após seu pai, em 632, por ordens de Dagoberto I, meio irmão de seu pai, Cariberto II.

## Pais
♂ Cariberto II (◊ c. 606 † 632)
♀ Fulberte (◊ c. 605 † ?)